# 마이클 자키노
마이클 자키노(Michael Giacchino, 1967년 10월 10일 ~ )는 미국의 작곡가로 주로 영화나 드라마, 게임의 부수 음악 작곡을 맡고 있으며. 그 중 대표적으로 드라마로는 로스트, 앨리어스, 프린지, 게임으로는 메달 오브 아너, 콜 오브 듀티 시리즈, 영화로는 미션 임파서블 3, 인크레더블, 스타 트렉, 클로버필드, 라따뚜이, 슈퍼 에이트, 그리고 업 등이 있다. 이로 인해 에미상이나 그래미상, 아카데미상 등 여러 상을 받았다.

## 작품 목록
- 로그 원: 스타워즈 스토리
- 카 2
- 라따뚜이
- 업
- 인크레더블
- 인크레더블 2
- 코코

## 대표적인 노래
- Dream Productions

## 같이 보기
- 로스트 (사운드트랙)